# Mezouň
Mezouň är en ort i Tjeckien.   Den ligger i regionen Mellersta Böhmen, i den centrala delen av landet, 17 km sydväst om huvudstaden Prag. Mezouň ligger 380 meter över havet och antalet invånare är 422.
Terrängen runt Mezouň är platt åt nordost, men åt sydväst är den kuperad. Runt Mezouň är det ganska tätbefolkat, med 192 invånare per kvadratkilometer. Närmaste större samhälle är Prag, 17,4 km nordost om Mezouň. Trakten runt Mezouň består till största delen av jordbruksmark.